# Jože Duhovnik (strojnik)
Jože Duhovnik, slovenski strojni inženir in politik, * 23. marec 1948, Količevo pri Domžalah.
Osnovno šolo je obiskoval v Preski pri Medvodah, srednjo tehnično šolo v Ljubljani pa končal leta 1966. Študiral je na Fakulteti za strojništvo  Ljubljani, kjer je diplomiral 1972, magistriral 1974 in doktoriral leta 1980, ter leta 2001 je postal redni profesor za konstrukcije strojev.
Ima nekaj pomembnih projektov in preko 150 mednarodnih objav. Je specialist za konstruiranje in projektiranje. Leta 1983 je ustanovil laboratorijsko enoto LECAD, ki je danes kot razvojno-raziskovalni model prepoznana v svetu, deluje pa pod istim imenom v štirih državah. 
Duhovnik je redni profesor in bivši dekan Fakultete za strojništvo v Ljubljani. Dvakrat, v letih 2009 in 2013, je neuspešno kandidiral za rektorja Univerze v Ljubljani.
Leta 2008 je s somišljeniki ustanovil Krščansko demokratsko stranko.
2003 je prejel nagrado RS na področju šolstva.